# Ahsoka (serie televisiva)
Ahsoka è una serie televisiva statunitense ideata da Jon Favreau e Dave Filoni, prodotta da Lucasfilm. È stata distribuita sulla piattaforma streaming Disney+ a partire dal 22 agosto 2023.
È la quinta serie televisiva live action ambientata nell'universo di Guerre stellari, con protagonista Ahsoka Tano, spin-off della prima, The Mandalorian, e sequel della serie animata Rebels. Le vicende si svolgono dopo quelle narrate nella terza stagione di The Mandalorian. 
Il 9 gennaio 2024, Lucasfilm annuncia ufficialmente il rinnovo per una seconda stagione.

## Trama
La serie segue le vicende del personaggio di Ahsoka Tano, un'ex padawan Jedi, apprendista di Anakin Skywalker, mentre indaga su una minaccia emergente per la galassia dopo la caduta dell'Impero Galattico.

## Episodi
| nº | Titolo originale                                 | Titolo italiano                                            | Pubblicazione     |
| -- | ------------------------------------------------ | ---------------------------------------------------------- | ----------------- |
| 1  | Part One: Master and Apprentice                  | Prima parte: Maestro e apprendista                         | 22 agosto 2023    |
| 2  | Part Two: Toil and Trouble                       | Seconda parte: Lavoro e fatica                             | 22 agosto 2023    |
| 3  | Part Three: Time to Fly                          | Terza parte: Tempo di volare                               | 29 agosto 2023    |
| 4  | Part Four: Fallen Jedi                           | Quarta parte: Jedi caduto                                  | 5 settembre 2023  |
| 5  | Part Five: Shadow Warrior                        | Quinta parte: La guerriera ombra                           | 12 settembre 2023 |
| 6  | Part Six: Far, Far Away                          | Sesta parte: Lontano, lontano                              | 19 settembre 2023 |
| 7  | Part Seven: Dreams and Madness                   | Settima parte: Sogni e follia                              | 26 settembre 2023 |
| 8  | Part Eight: The Jedi, the Witch, and the Warlord | Ottava parte: La Jedi, la strega e il signore della guerra | 3 ottobre 2023    |

### Prima parte: Maestro e apprendista
- Titolo originale: Part One: Master and Apprentice
- Diretta da: Dave Filoni
- Scritta da: Dave Filoni

Trama
L'ex Jedi (ora mercenario) Baylan Skoll e la sua apprendista, Shin Hati, assaltano un incrociatore della Nuova Repubblica che sta trasportando Lady Morgan Elsbeth, precedentemente catturata da Ahsoka Tano. La coppia riesce a liberare Lady Elsbeth, la quale informa Baylan che Ahsoka è sulle tracce del Grand'ammiraglio Thrawn, precedentemente sconfitto da Ezra Bridger. Nel frattempo, Ahsoka e Huyang si impossessano di una mappa stellare che indica la posizione di Thrawn e, di conseguenza, di Ezra Bridger. Tuttavia poco dopo vengono a sapere che Lady Elsbeth è riuscita a fuggire dalla nave Home One.
Dopo essersi riunita con la flotta, Ahsoka incontra il Generale Hera Syndulla. In questa occasione, Huyang rivela che la mappa stellare è ancora criptata e non può essere decifrata. Syndulla suggerisce ad Ahsoka di cercare l'aiuto della sua ex padawan Sabine Wren, per sbloccare la mappa. Proprio quando Sabine ha decifrato la mappa, viene improvvisamente attaccata da Shin, che durante il duello riesce a sottrarre la mappa e a ferirla gravemente.

### Seconda parte: Lavoro e fatica
- Titolo originale: Part Two: Toil and Trouble
- Diretta da: Steph Green
- Scritta da: Dave Filoni

Trama
Sabine si riprende e comunica ad Ahsoka le sue scoperte, e rintraccia anche i droidi che l'hanno attaccata fino alle fabbriche di Elsbeth su Corellia. Alla ricerca della mappa stellare, Ahsoka e Hera si dirigono verso i cantieri navali corelliani, dove scoprono un'enorme iperguida in fase di costruzione da parte di alcuni lavoratori ancora fedeli all'Impero Galattico. Nel frattempo, Hera dà la caccia al trasporto che trasporta l'iperguida, mentre Ahsoka si scontra con Marrok, un ex Inquisitore che lavora per conto di Elsbeth. Marrok e il trasporto riescono a fuggire, ma non prima che Chopper, l'astrodroide di Hera, attacchi un dispositivo di tracciamento alla nave. Dopo aver arrestato gli operai del cantiere navale per essere ancora fedeli all'Impero, Ahsoka riceve una comunicazione da parte di Sabine, in cui dice che è pronta a diventare la sua padawan e a unirsi nella ricerca di Ezra. Nel frattempo, Elsbeth viene contattata da Baylan, Shin e Marrok che hanno ottenuto l'iperguida in modo che possano finire di costruire la sua nave, l'Occhio di Sion, e trovare il Grand'ammiraglio Thrawn.

### Terza parte: Tempo di volare
- Titolo originale: Part Three: Time to Fly
- Diretta da: Steph Green
- Scritta da: Dave Filoni

Trama
Sabine ricomincia il suo addestramento sotto la guida di Ahsoka e Huyang mentre lotta con la sua incapacità di usare la Forza. Hera incontra Mon Mothma, il Cancelliere della Nuova Repubblica, e un gruppo di influenti senatori per ottenere il permesso di inviare forze repubblicane a Seatos. Nonostante il sostegno di Mothma, i senatori si rifiutano di credere che Thrawn e Ezra siano vivi e negano la richiesta di Hera. Avendo ricevuto questa notizia da Syndulla, Ahsoka, Sabine e Huyang si recano a Seatos, dove scoprono l'Occhio di Sion, ma vengono intercettati da uno squadrone di combattenti guidati da Shin e Marrok e Elsbeth utilizza i cannoni dell'Occhio di Sion per sparare loro. Il gruppo scappa volando attraverso un baccello di Purrgil e atterra sulla superficie di Seatos, dove si rifugiano nella foresta mentre Huyang fornisce un'analisi completa sull'Occhio di Sion, che classifica come un Anello iperspaziale. Tuttavia, Shin è consapevole che si nascondono da qualche parte nella foresta. Di conseguenza, Baylan invia le sue forze a dar loro la caccia.

### Quarta parte: Jedi caduto
- Titolo originale: Part Four: Fallen Jedi
- Diretta da: Peter Ramsey
- Scritta da: Dave Filoni

Trama
Ahsoka pensa alle implicazioni del raggiungere Thrawn e Ezra, facendo riflettere Sabine, la quale rimane determinata a trovare il suo amico. Qualche istante dopo, vengono attaccate da diversi droidi di Baylan, ma riescono a tenerli a bada. Temendo che Baylan acquisisca le coordinate della posizione di Thrawn, Ahsoka e Sabine si dirigono alla sua base ma vengono intercettate da Shin e Marrok. Ahsoka uccide Marrok e continua da sola, mentre Sabine resta indietro per tenere a bada Shin. Ahsoka raggiunge Baylan e i due ingaggiano un duello. Ahsoka riesce a recuperare la mappa, ma la getta da parte dopo che le ha bruciato la mano. Baylan ha la meglio e fa precipitare Ahsoka nell'oceano mentre Sabine guarda con orrore. Wren quindi tiene la mappa sotto tiro, ma Baylan la manipola per farla consegnare, promettendole che rivedrà Ezra. Dopo che la posizione di Thrawn viene rivelata, Baylan distrugge la mappa e sale sull'Occhio di Sion con Shin e Sabine. Una piccola flotta di caccia della Nuova Repubblica, guidata da Hera, arriva a Seatos e cerca di impedire al mercantile di saltare nell'iperspazio, ma non ci riesce. Nel frattempo, Ahsoka si risveglia nel "Mondo tra i mondi", dove sembra riunirsi al suo ex maestro, Anakin Skywalker.

### Quinta parte: La guerriera ombra
- Titolo originale: Part Five: Shadow Warrior
- Diretta da: Dave Filoni
- Scritta da: Dave Filoni

Trama
Hera arriva su Seatos dove trova Huyang con in mano l'elmo di Sabine ricordando che aveva detto a lei e Ahsoka di stare insieme. Mentre indaga sulla scomparsa di Ahsoka, Jacen Syndulla, insieme a sua madre, sente che Ahsoka si trova nel Mondo tra i Mondi, rivelando così la sua connessione con la Forza. Nel Mondo tra i Mondi, Anakin spiega ad Ahsoka che l'aveva osservata attraverso la Forza e deduce che la sua perdita con Baylan è parzialmente dovuta al suo senso di colpa irrisolto per gli eventi che li hanno separati. Ahsoka perde un duello con Anakin e rivive frammenti del suo passato durante le Guerre dei Cloni. Ahsoka rifiuta gli insegnamenti di Anakin, determinata a non lasciarsi frenare dal passato, e ciò porta ad un altro duello tra loro. Ahsoka vince, accettando di non essere parte della ragione della caduta di Anakin, e sceglie di vivere. Ahsoka viene recuperata dall'equipaggio di Hera mentre usa i suoi poteri per scoprire che Wren è con Baylan. Hera viene contattata da Mothma che la informa che le forze della Nuova Repubblica sono in viaggio per prendere lei e Ahsoka in custodia. Quando arriva una flotta di difesa della Nuova Repubblica guidata dal Capitano Girard, Teva ha il compito di spiegare loro le azioni di Hera. Nel frattempo, Ahsoka recluta un branco di Purrgil per portare lei e Huyang da Ezra e Sabine. Hera, Jacen e Chopper restano indietro mentre la Flotta di Difesa della Nuova Repubblica osserva Ahsoka e Huyang partire in un grande Purrgil.

### Sesta parte: Lontano, lontano
- Titolo originale: Part Six: Far, Far Away
- Diretta da: Jennifer Getzinger
- Scritta da: Dave Filoni

Trama
L'Occhio di Sion arriva su Peridea, l'antico pianeta natale del popolo di Elsbeth conosciuto come Dathomiri. Lady Elsbeth, Baylan, Shin e Sabine incontrano le Grandi Madri, un gruppo di Sorelle della Notte alleate di Thrawn. Mentre aspettano l'arrivo del Grand'Ammiraglio, Baylan racconta a Shin la sua convinzione che la caduta dei Jedi e l'ascesa dell'Impero fossero parte di un ciclo inevitabile, che intende interrompere. Thrawn arriva con il suo Star Destroyer Chimaera e onora la promessa di Baylan fornendo a Sabine provviste, una cavalcatura e le ultime informazioni su dove si trova Ezra Bridger. Dopo che Sabine se ne va, Thrawn ordina a Baylan e Shin di seguirla in modo da poter uccidere sia lei che Ezra. Sopravvissuta a un'imboscata di alcuni banditi, Sabine incontra i nativi Noti e li segue nel loro villaggio dove si riunisce con Ezra. Mentre segue Sabine, Baylan sente che c'è un potere maggiore su Peridea e dice a Shin che intende trovarlo e usarlo. Anticipando l'arrivo di Ahsoka con il Purrgil, Thrawn chiede tutti i dettagli della sua storia a Elsbeth e le ordina di uccidere qualsiasi Purrgil in arrivo.

### Settima parte: Sogni e follia
- Titolo originale: Part Seven: Dreams and Madness
- Diretta da: Geeta Vasant Patel
- Scritta da: Dave Filoni

Trama
Su Coruscant, Hera deve affrontare un'udienza disciplinare, con un membro del tribunale, il senatore Xiono, che si oppone ai suoi rapporti sulla cospirazione segreta dei Resti Imperiali. C-3PO arriva, assolvendo Hera, fornendo una falsa autorizzazione da parte di Leila Organa, la quale crede che la minaccia sia reale. Giunti a Peridea, i Purrgil si imbattono in un campo minato e si ritirano. Proseguendo da soli, Ahsoka e Huyang vengono attaccati dalle forze di Thrawn e si nascondono in un campo di detriti, costringendo il Grand'ammiraglio ad adottare un approccio più calcolato. Ahsoka individua Sabine attraverso la Forza e si dirige verso la superficie del pianeta. Ezra, Sabine e i Noti vengono attaccati da Shin, da una banda di banditi con cui lei e Baylan hanno unito le forze, e dalle forze di Thrawn, mentre Baylan se ne va per perseguire i suoi scopi. Durante l'attacco Thrawn ritira i suoi soldati e si prepara a lasciare il pianeta, costringendo Shin a fuggire. Ahsoka incontra Baylan e lo affronta in duello, ma poi decide di fuggire per raggiungere Sabine. Infine, Ahsoka, Ezra e Sabine riescono a riunirsi.

### Ottava parte: La Jedi, la strega e il signore della guerra
- Titolo originale: The Jedi, the Witch and the Warlord
- Diretta da: Rick Famuyiwa
- Scritta da: Dave Filoni

Trama
Per affrontare i Jedi, Elsbeth riceve la spada di Madre Talzin dalle Grandi Madri, mentre Ezra costruisce una nuova spada laser utilizzando i pezzi di ricambio del suo defunto maestro, Kanan Jarrus. Dopo che la loro nave è stata danneggiata da un attacco di caccia, Ahsoka, Sabine ed Ezra si dirigono a piedi verso la Chimera, che è attraccata all'Occhio di Sion. Vengono affrontati da Elsbeth e dai suoi Night Troopers, che le Grandi Madri continuano a resuscitare dopo che vengono uccisi. Sabine usa la Forza per aiutare Ezra a saltare sulla Chimera, poi rimane indietro per aiutare Ahsoka, la quale uccide Elsbeth. L'Occhio di Sion salta nell'iperspazio, lasciando Ahsoka, Sabine e Huyang bloccati su Peridea. Mentre Thrawn e le Grandi Madri arrivano su Dathomir, Ezra fugge e si riunisce con Hera e Chopper. Ahsoka, Sabine e Huyang si uniscono ai Noti e stabiliscono la loro nuova casa su Peridea, sorvegliati dallo spirito di Anakin. Shin si unisce ai banditi, mentre Baylan viene guidato su una montagna da una statua degli Dei di Mortis.

## Personaggi e interpreti

### Personaggi principali
- Ahsoka Tano, interpretata da Rosario Dawson, doppiata in italiano da Laura Romano.[6][7]
Una ex Padawan Jedi, nonché apprendista di Anakin Skywalker. Dawson ha rivelato che i montral del personaggio erano stati ricostruiti con una tecnologia che non esisteva quando avevano iniziato le riprese. Questo intervento ha reso i montral più lunghi con uno scheletro stampato in 3D al loro interno, consentendo movimenti più fluidi e naturali.[8] Inoltre Dawson si era allenata con l'esperto coordinatore delle sequenze di combattimento Ming Qiu, da cui ha imparato a combattere in modo ambidestro, un'abilità che ha applicato durante le riprese della serie.[9]
- Sabine Wren, interpretata da Natasha Liu Bordizzo, doppiata in italiano da Giorgia Brunori.
Una guerriera mandaloriana e artista nel realizzare graffiti, disertore dell'Accademia Imperiale, ex cacciatrice di taglie ed ex apprendista di Ahsoka con una profonda conoscenza di armi ed esplosivi.[7][10] Bordizzo ha guardato Star Wars Rebels per prepararsi al ruolo[11] e ha dedicato tre mesi prima dell'inizio delle riprese all'allenamento al combattimento con Ming Qiu, imparando nel frattempo come maneggiare una spada laser, poiché il personaggio ora utilizza quella che in passato apparteneva a Ezra Bridger.[9][12]
- Hera Syndulla, interpretata da Mary Elizabeth Winstead, doppiata in italiano da Eleonora Reti.
Un generale twi'lek della Nuova Repubblica, nonché pilota della nave chiamata Spettro. Hera ha avuto un figlio di nome Jacen con il defunto cavaliere Jedi Kanan Jarrus.[7][13] Winstead ha fatto riferimento alla caratterizzazione e allo sviluppo del suo personaggio in Rebels, mentre ne discuteva con il creatore Dave Filoni, per modellare al meglio la sua interpretazione.[14] Ha descritto Hera come una "forte leader e combattente", nonostante possieda istinti materni. Questo aspetto la differenzia dagli altri generali dell'esercito, che solitamente vengono raffigurati come figure "molto maschili e severe".[9]
- Baylan Skoll, interpretato da Ray Stevenson (stagione 1) e da Rory McCann (stagione 2), doppiato in italiano da Pierluigi Astore
- Shin Hati, interpretata da Ivanna Sakhno, doppiata in italiano da Anna Laviola.
- Ezra Bridger, interpretato da Eman Esfandi, doppiato in italiano da Federico Campaiola.
- Huyang, interpretato da David Tennant, doppiato in italiano da Guido Di Naccio.
- Mon Mothma, interpretata da Genevieve O'Reilly, doppiata in italiano da Sabrina Duranti.
- Morgan Elsbeth, interpretata da Diana Lee Inosanto, doppiata in italiano da Alessandra Korompay.
- Grand'ammiraglio Thrawn, interpretato da Lars Mikkelsen, doppiato in italiano da Mario Cordova.
- Anakin Skywalker, interpretato da Hayden Christensen, doppiato in italiano da Francesco Pezzulli.

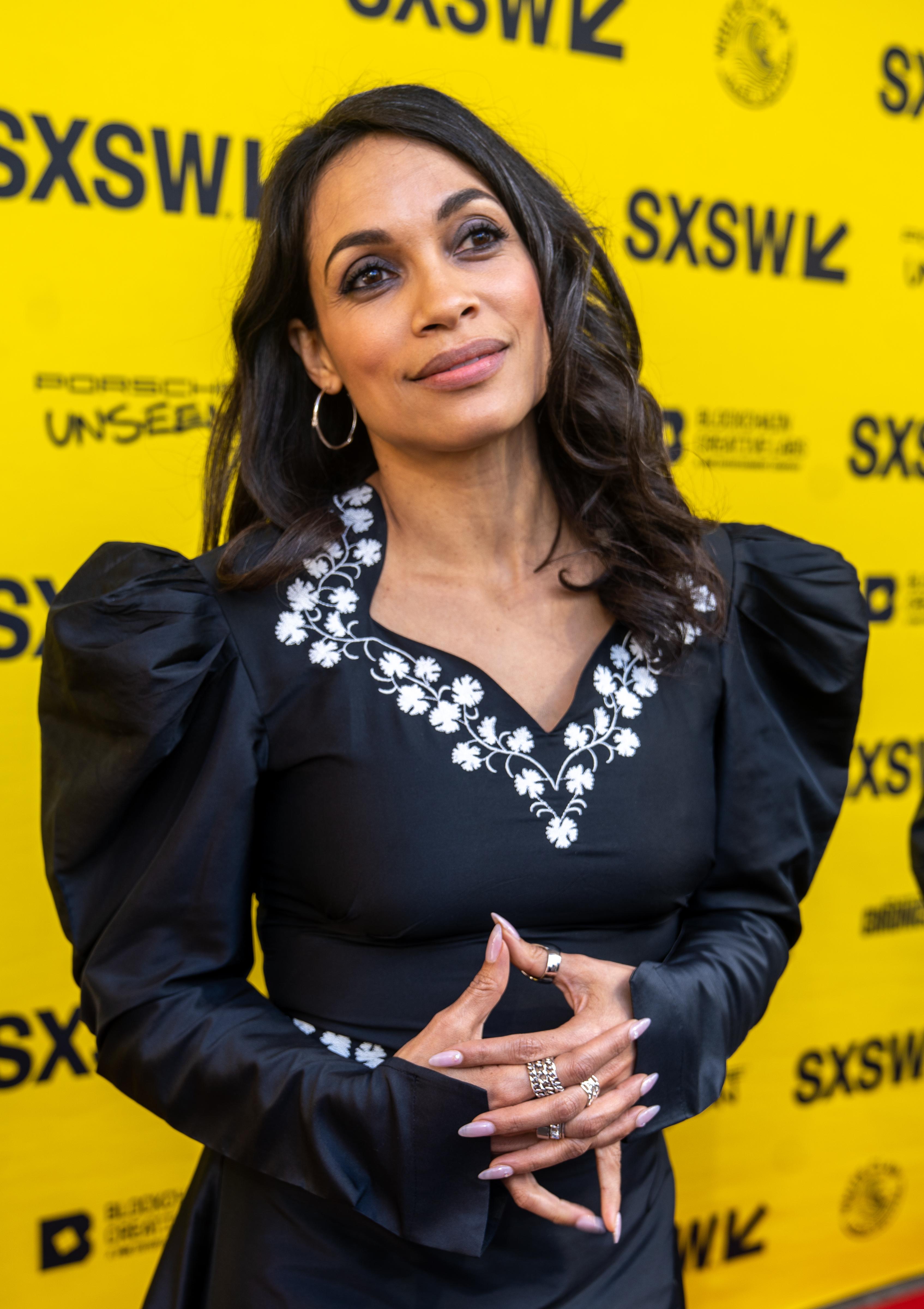
Rosario Dawson, interprete di Ahsoka Tano
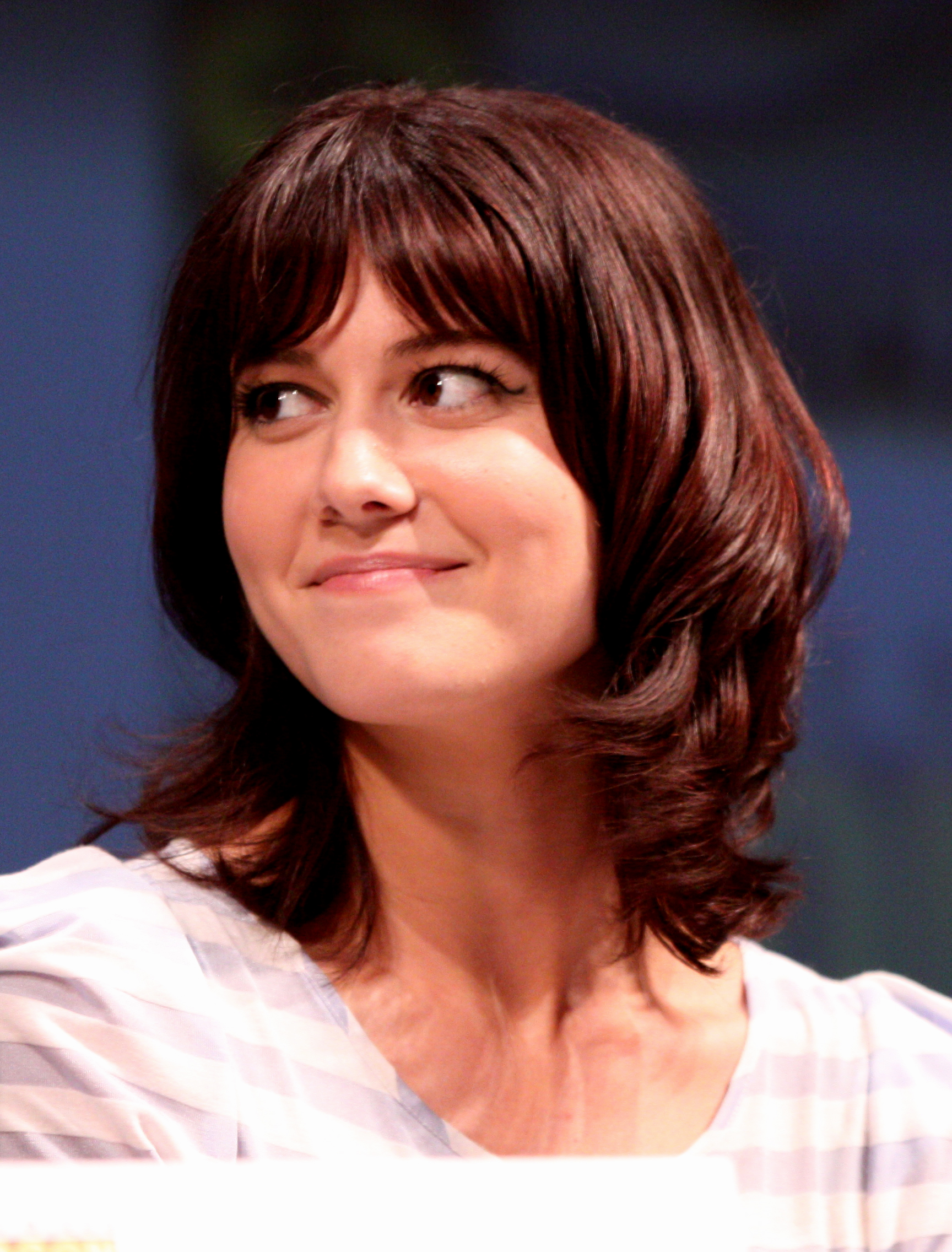
Mary Elizabeth Winstead, interprete di Hera Syndulla
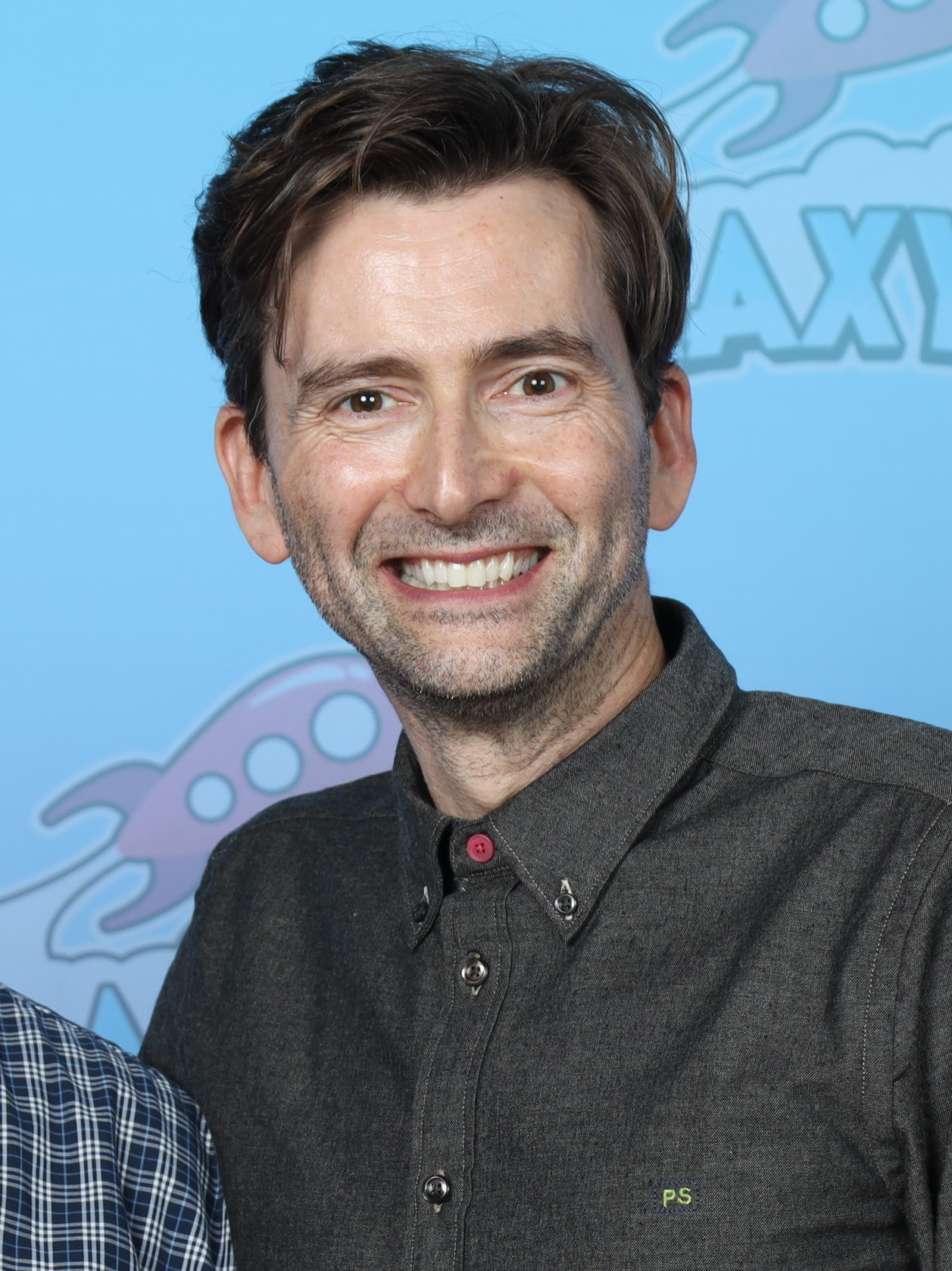
David Tennant, interprete di Huyang
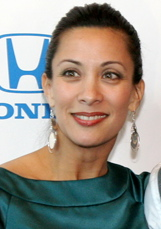
Diana Lee Inosanto, interprete di Morgan Elsbeth
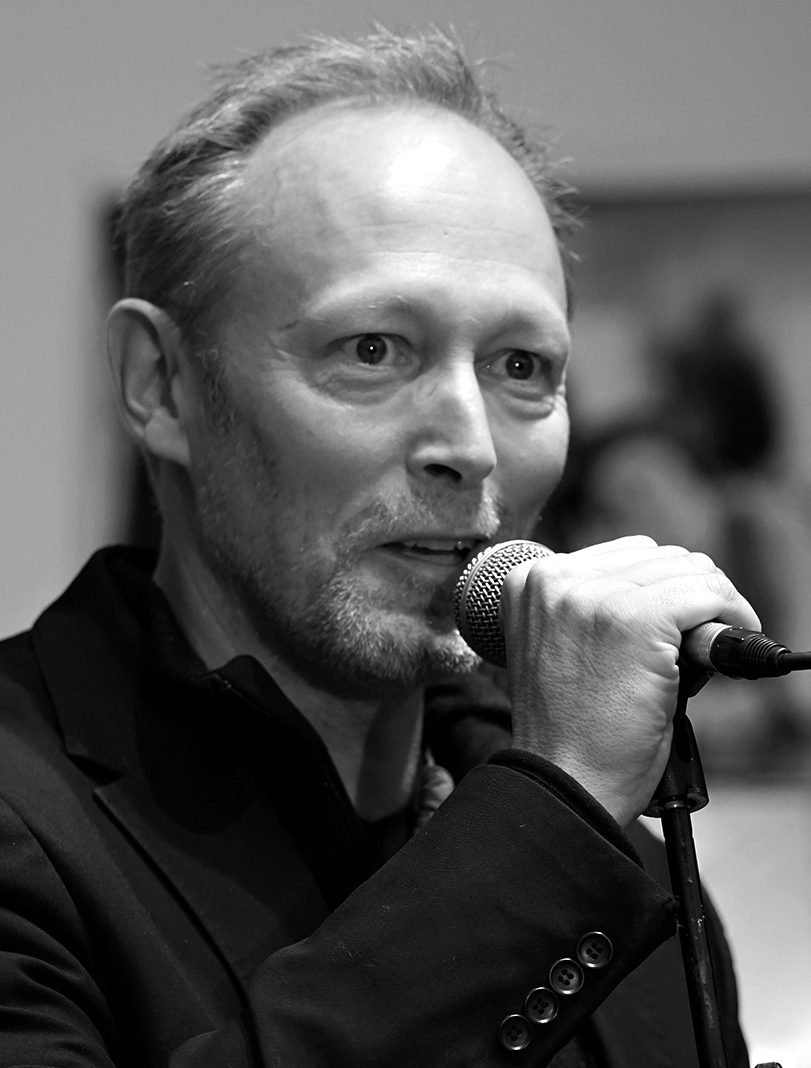
Lars Mikkelsen, interprete di Grand'ammiraglio Thrawn
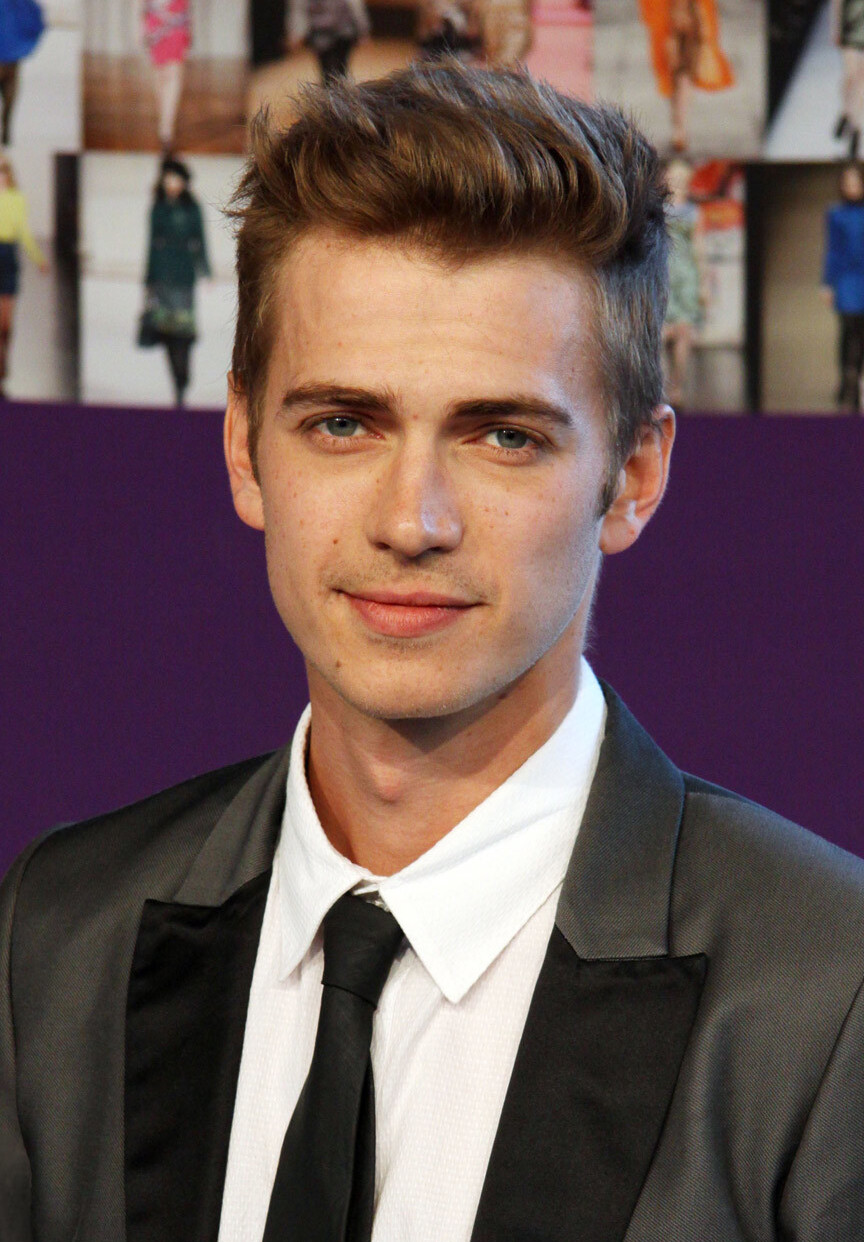
Hayden Christensen, interprete di Anakin Skywalker

## Produzione

### Sviluppo
Nel dicembre 2020, la Lucasfilm ha annunciato la realizzazione di diverse serie spin-off live action di The Mandalorian, tra cui Ahsoka, The Book of Boba Fett. Queste nuove serie coesistono all'interno dell'universo narrativo di The Mandalorian, presentando storie interconnesse che convergono in un climax della trama. In questo contesto rientra anche la serie Skeleton Crew, che è ambientata nello stesso periodo temporale di The Mandalorian e Ahsoka. Ciascuna di queste serie è stata sviluppata simultaneamente da Jon Favreau e Dave Filoni. In particolare, Filoni ha svolto un ruolo chiave, essendo l'ideatore, lo sceneggiatore, il produttore principale e lo showrunner di Ahsoka.
La serie si concentra sul personaggio di Ahsoka Tano, co-creato da Dave Filoni per la serie animata The Clone Wars e apparso in live action nella seconda stagione di The Mandalorian. Entro aprile 2022, Peter Ramsey è stato scelto per dirigere almeno una puntata della serie, anche Filoni ha diretto diverse puntate. Un anno dopo, sono stati confermati gli altri registi, Steph Green, Jennifer Getzinger, Geeta Patel e Rick Famuyiwa. Filoni ha spiegato che le otto puntate della serie avrebbero avuto una durata simile agli episodi di The Mandalorian e alle puntate di The Book of Boba Fett, evidenziando la sua volontà di mantenere un ritmo dinamico e rendere gli episodi compatti e veloci per far funzionare le scene d'azione. Kathleen Kennedy, Carrie Beck e Colin Wilson ricoprono il ruolo di produttori esecutivi della serie.

### Sceneggiatura
La serie inizia dopo le apparizioni di Ahsoka in The Mandalorian e in The Book of Boba Fett, durante le quali è alla ricerca del Grand'ammiraglio Thrawn. Filoni ha dichiarato che la serie avrebbe raccontato una storia serializzata invece di avere avventure indipendenti in ogni puntata. Filoni e Favreau hanno consultato l'autore della trilogia di Thrawn, Timothy Zahn, riguardo all'apparizione di Thrawn nella serie poiché il personaggio è "una sua creazione... e vogliamo assicurarci di farlo bene". Rosario Dawson ha confermato ad aprile 2023 che Ahsoka avrebbe continuato la storia stabilita nella serie animata Star Wars Rebels. Riguardo al fatto che Ahsoka sia una continuazione di Rebels o sia considerata una quinta stagione di quella serie, Filoni ha detto che era "interessante" e "un modo di vederlo" spiegando: "Per me, quando racconto queste storie, non impongo limiti del tipo "Oh, l'ho fatto in animazione, quindi dovrei farlo in modo completamente diverso in live action". C'è semplicemente la storia che c'è, e la sto raccontando in un medium diverso".
Dawson e Beck erano convinti che Filoni avesse creato la trama della serie in modo tale che tutti gli spettatori potessero seguire la storia e comprendere le informazioni rilevanti delle serie precedenti. Il finale ambiguo di Ahsoka in Rebels era stato interpretato da Beck come un "grande punto interrogativo" poiché offriva numerose opportunità narrative. Anche Dawson era affascinata da quel finale, affermando di aver apprezzato "l'idea che ci fosse persino un altro livello di lei". Durante la discussione sulla sua trasformazione, Dawson e Filoni avevano fatto riferimento al personaggio de Il Signore degli Anelli, Gandalf, nel momento in cui passa da Gandalf il Grigio a Gandalf il Bianco.
La serie inizia con Ahsoka come una "vagabonda", e Dave Filoni fa notare che ha abbandonato il suo ruolo di Jedi ed è diventata scettica verso le organizzazioni di potere. Filoni afferma che Ahsoka "percorre un cammino che è essenzialmente scomparso da molto tempo" e riconosce che alcuni spettatori avranno già familiarità con il personaggio, mentre altri no. Ahsoka è vista come un "interessante ponte tra ciò che è accaduto in passato e ciò che è veramente possibile". I temi centrali della serie ruotano attorno ai rapporti tra maestri e apprendisti, con un'attenzione particolare alla dinamica tra Sabine Wren e Ahsoka, in quanto Sabine è stata l'apprendista di Ahsoka. La prima stagione di Ahsoka si svolge contemporaneamente agli eventi della terza stagione di The Mandalorian.

### Cast
Con l'annuncio della serie nel dicembre 2020, Rosario Dawson è stata confermata come protagonista, ruolo già interpretato in The Mandalorian. Ad agosto 2021, era alla ricerca di un'attrice per il ruolo di Sabine Wren nella serie. Successivamente, ad ottobre Hayden Christensen è stato scelto per riprendere il suo ruolo di Anakin Skywalker/Dart Fener. Nel mese successivo, Natasha Liu Bordizzo è stata scelta per interpretare il ruolo di Wren. Più tardi nello stesso mese, Ivanna Sakhno si è unita al cast in un ruolo non specificato.
A gennaio 2022, Mary Elizabeth Winstead è entrata a far parte del cast in un ruolo non specificato, e il mese successivo Ray Stevenson si è unito al cast nel ruolo di un ammiraglio. Stevenson aveva precedentemente doppiato il personaggio Gar Saxon in Rebels e The Clone Wars. Nel mese di maggio, Natasha Liu Bordizzo è stata ufficialmente annunciata nel ruolo di Sabine Wren. Inoltre, sono stati rivelati altri personaggi di Rebels che avrebbero fatto parte della serie, tra cui Hera Syndulla e Chopper. Bordizzo ha ricevuto la notizia del suo casting mentre stava girando Day Shift - A caccia di vampiri. A settembre 2022, è stato annunciato che Eman Esfandi aveva ottenuto il ruolo di Ezra Bridger nella serie. In precedenza, c'erano state voci riguardo a Mena Massoud come possibile interprete del personaggio, ma dopo l'annuncio del casting di Esfandi, Massoud ha rivelato di aver fatto un'audizione per il ruolo, ma il processo di casting non è andato oltre.
Durante la Star Wars Celebration Europe nell'aprile 2023, è stato svelato che Mary Elizabeth Winstead interpretava Hera Syndulla, Ivanna Sakhno interpretava Shin Hati, e Ray Stevenson interpretava Baylan Skoll. Inoltre, Genevieve O'Reilly, Diana Lee Inosanto, David Tennant e Lars Mikkelsen riprendevano i loro ruoli rispettivamente di Mon Mothma, Morgan Elsbeth, voce del droide Huyang e del Grand'ammiraglio Thrawn. Diversi senatori sono stati interpretati da Maurice Irvin, Jacqueline Antaramian, Nelson Lee ed Erica Duke. Il coinvolgimento di Mikkelsen nella produzione è stato tenuto segreto fino alla Star Wars Celebration del 2023; in precedenza, Mikkelsen aveva negato di aver ripreso il ruolo. Filoni aveva vagamente accennato alla possibilità che avrebbe ripreso il ruolo di Thrawn nel 2020, e l'anno successivo lo ha contattato per il ruolo nella serie. Inoltre, è stato rivelato che Wes Chatham sarebbe apparso nella serie nel ruolo di Enoch, il "braccio destro" di Thrawn. Anthony Daniels riprende il suo ruolo di C-3PO.

### Design
La prima puntata della serie presenta una sequenza di apertura simile a quella precedentemente usata nei film della Saga degli Skywalker. A differenza delle sequenze di apertura di quei film, quella di Ahsoka presenta un testo rosso e una formattazione diversa. Gli animatroni dei Loth-cats sono stati creati da Legacy Effects; le loro precedenti apparizioni in live-action in The Mandalorian erano state realizzate tramite CGI. I titoli di coda della serie presentano un design che richiama la sfera dorata e la mappa stellare utilizzata da Elsbeth per cercare Thrawn, e includono rappresentazioni stilizzate di Loth-wolves e di Purrgil. Molly Edwards di Total Film ha notato che i titoli di coda presentano somiglianze con il Mondo Tra i Mondi, come mostrato in Rebels, come il testo visto nei titoli di coda, con quel regno che alla fine fa la sua apparizione nella serie.

### Riprese
Le riprese sono iniziate il 9 maggio 2022, a Los Angeles, con il titolo provvisorio di Stormcrow, e con Eric Steelberg e Quyen Tran come direttori della fotografia. Le riprese sono terminate nell'ottobre dello stesso anno.

## Colonna sonora
In aprile 2023, durante la Star Wars Celebration a Londra, è emerso che Kevin Kiner avrebbe composto la colonna sonora di Ahsoka, avendo in precedenza composto la colonna sonora per le serie animate The Clone Wars, Rebels, The Bad Batch e Tales of the Jedi.
Ahsoka – Vol. 1 (Episodes 1–4) [Original Soundtrack]
Testi e musiche di Kevin Kiner, Sean Kiner e Deana Kiner, tranne dove diversamente indicato.
1. The Update – 4:50
2. Master and Apprentice – 2:20
3. The Map – 5:18
4. Assassin Ambush – 2:37
5. The New Republic – 4:59
6. David Glen Russell – Where Is Sabine? – 1:36
7. Kevin Kiner, Ludwig Göransson, Deana Kiner, Noah Gorelick e Sarah Tudzin – Igyah Kah – 2:51
8. Ezra's Recording – 2:25
9. Witch Ruins – 2:36
10. Should Have Been a Good Jedi – 5:43
11. Kevin Kiner, David Glen Russell, Sean Kiner e Deana Kiner – Like So Many Jedi – 2:38
12. Studying the Orb – 4:26
13. Ahsoka and Hera – 2:01
14. Shin and Sabine – 4:20
15. Ahsoka – End Credits – 3:45
16. Secrets of the Map – 1:25
17. Kevin Kiner, David Glen Russell, Sean Kiner e Deana Kiner – Done Enough – 1:16
18. Opening the Map – 2:10
19. Searching the Room – 2:31
20. Bypass – 2:58
21. Morgan and Baylan – 4:42
22. Corellian Shipyard – 6:06
23. Kevin Kiner, David Glen Russell, Sean Kiner e Deana Kiner – Loyalists – 1:34
24. Sabine's Armor – 5:46
25. The Eye – 2:03
26. Enemies Are Multiplying – 1:27
27. More Than Just Your Eyes – 3:44
28. Briefing the Senators – 3:14
29. Not Gifted – 2:25
30. David Glen Russell – You Don't Know That – 5:36
31. I Shall Deal with Them – 3:06
32. Stepping Out – 2:14
33. Kevin Kiner, David Glen Russell, Sean Kiner e Deana Kiner – The Whale Pod – 3:21
34. Hunt Them Down – 2:02
35. Not the Time for a Lesson – 1:01
36. Can I Count on You? – 3:18
37. Move In – 2:56
38. Huyang Cuts the Power – 1:32
39. Watch Me – 2:19
40. Meet Up with Baylan – 2:23
41. Fight in the Woods – 3:53
42. Ahsoka and Baylan – 4:06
43. Do It – 3:12
44. David Glen Russell – Can't Follow Us – 5:24
45. Something Familiar – 0:55
46. Kevin Kiner, Ludwig Göransson, Deana Kiner, Noah Gorelick e Sarah Tudzin – Igyah Kah (Demo) – 2:41

Ahsoka – Vol. 2 (Episodes 5–8) [Original Soundtrack]
Testi e musiche di Kevin Kiner, Sean Kiner e Deana Kiner, tranne dove diversamente indicato.
1. Death and Destruction – 1:48
2. Searching – 4:10
3. A Chance – 1:37
4. I Can Feel It – 3:42
5. From the Mist – 2:34
6. Teaching You How to Lead – 4:15
7. Searching for the Shoreline – 1:05
8. You're a Warrior Now – 3:59
9. Floating – 4:12
10. Awakening – 2:16
11. Listening to the Force – 3:08
12. David Glen Russell – The Space Whales – 4:49
13. Communing – 1:47
14. The Hyperspace Jump – 3:12
15. Kevin Kiner, David Glen Russell, Sean Kiner e Deana Kiner – Loyalists (Extended Version) – 5:17
16. Prepare for the Worst – 1:11
17. Far, Far Away – 0:34
18. To the Surface – 4:56
19. Something Wicked – 3:30
20. Baylan's Plans – 3:15
21. Grand Admiral Thrawn – 5:52
22. Sabine Rides Off – 2:24
23. Kevin Kiner, David Glen Russell, Sean Kiner e Deana Kiner – Stranded or Killed – 2:14
24. Coward – 2:12
25. David Glen Russell – That's a Rock – 2:46
26. I See Bandits – 2:39
27. It Worked, Didn't It? – 4:29
28. Another Is Coming – 1:55
29. Thrawn's Arrival – 3:47
30. Primary Objective – 1:36
31. Senate Hearing – 1:41
32. Don't Be Afraid – 2:14
33. Kevin Kiner, David Glen Russell, Sean Kiner e Deana Kiner – Field of Bones – 5:50
34. Getting Home – 3:18
35. They're All Connected – 1:44
36. On Her Own – 3:17
37. Circle Up – 2:31
38. Not This Again – 2:45
39. Baylan's Decision – 3:16
40. What I See – 3:37
41. Clearly I Was Wrong – 2:47
42. It's Complicated – 1:27
43. Never Again – 5:27
44. I Have a System – 3:14
45. I'll Be There for You – 2:22
46. David Glen Russell – Only If We Let It – 1:41
47. Prepare – 1:27
48. Rain Hellfire – 2:47
49. This Is New – 2:02
50. I Understand – 1:37
51. I'll Handle This – 2:08
52. Use the Force – 2:03
53. What Was Required – 2:45
54. David Glen Russell – Open Fire – 1:19
55. A Ronin – 2:17
56. Epilogue Part I – 3:19
57. Epilogue Part II – 5:06

## Promozione
Il teaser trailer è stato diffuso online il 7 aprile 2023.

## Distribuzione
La serie ha debuttato su Disney+ in tutti i paesi in cui è disponibile il servizio dal 22 agosto 2023 alle 21 dell'ora standard orientale, ed è costituita da otto episodi.

### Edizione italiana
La direzione del doppiaggio è di Andreina D'Andreis e i dialoghi italiani sono curati da Gian Paolo Gasperi per conto della Iyuno - SDI Group che si è occupata anche della sonorizzazione.

## Accoglienza
Sull'aggregatore di recensioni Rotten Tomatoes ottiene l'88% delle recensioni professionali positive, con un voto medio di 7,4 su 10 basato su 236 critiche. Su Metacritic ha un punteggio di 68 su 100 basato su 25 recensioni indicando "recensioni generalmente favorevoli".

## Riconoscimenti
- 2024 – Screen Actors Guild Award[57]
  - Candidatura per migliori controfigure televisive